# Lasowe (rada wiejska Czanyż)
Lasowe (ukr. Лісове, Lisowe) – wieś na Ukrainie, w rejonie złoczowskim obwodu lwowskiego, w radzie wiejskiej Czanyż.
Do 2020 w rejonie buskim. 

## Historia
Dawniej część wsi Przewłoczna w powiecie brodzkim.